# Anatolie
Pour les articles homonymes, voir Asie (homonymie).
L'Anatolie ou Asie Mineure (en turc : Anadolu ; en grec ancien : Ανατολία / Anatolía ; en arménien : Անատոլիա / Anatolia) est une vaste péninsule et bloc de territoires situés à l'extrémité occidentale de l'Asie. Dans le sens géographique strict, elle regroupe les terres placées à l'ouest d'une ligne Tchorokhi-Oronte, qui va de la Méditerranée à la mer Noire, et est séparée de l'Europe au nord-ouest par la mer de Marmara. 
Dans le sens politique, au Moyen Âge l'Anatolie était désignée par le syntagme « Asie mineure » à l'ouest des « Arménies » ; au sens moderne donné par les autorités turques, elle désigne toute la partie asiatique de la Turquie (97 % du territoire du pays, les 3 % restants étant situés en Europe, en Thrace orientale).

## Noms

Le nom « Anatolie » vient du grec ancien ἀνατολή / anatolḗ, qui signifie « Orient » ou littéralement « lever (de soleil) ». Pour la désigner, le terme d'« Asie Mineure » (en latin : Asia Minor) est encore très utilisé de nos jours par les historiens non-turcs, bien que la province romaine de ce nom n'ait occupé en fait que le tiers occidental de l'Anatolie.

## Géologie

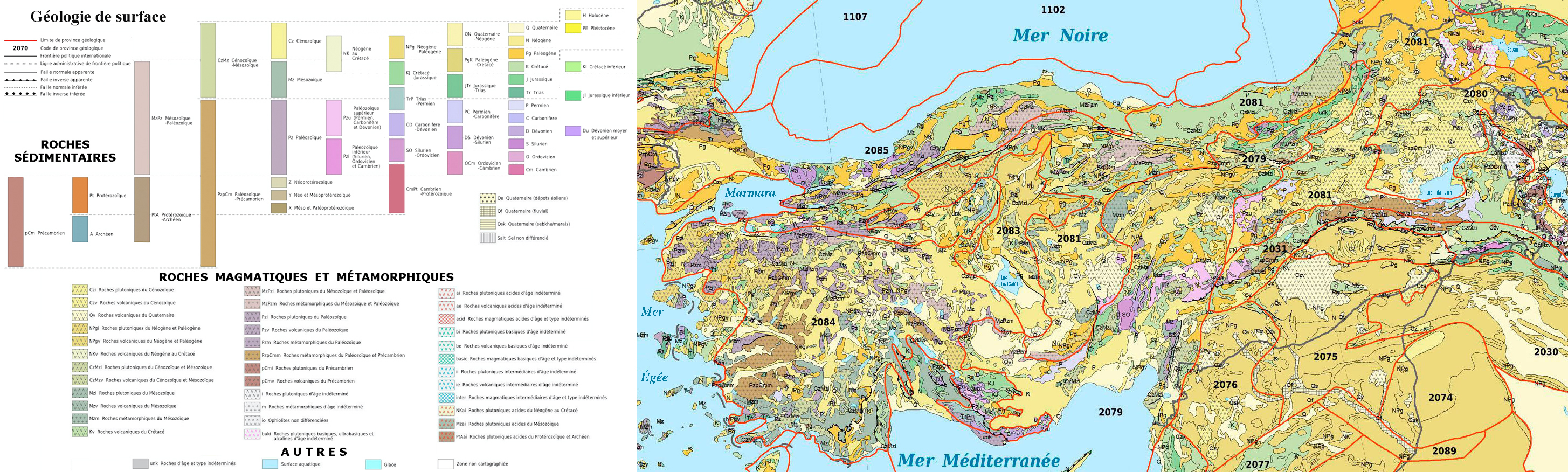
Carte géologique de l'Anatolie.

À l'Éocène inférieur et moyen, l'Anatolie et les Balkans forment un archipel ou un continent insulaire appelé Balkanatolia (ou Balkanatolie), séparé du reste de l'actuelle Eurasie et peuplé d'une faune terrestre endémique (notamment des afrothériens et des métathériens d'origine gondwanienne).
La péninsule anatolienne se constitue à partir ces petits boucliers, anciennes îles de la mer Téthys, qui sont comprimés lors de l'orogenèse alpine entre des sédiments marins soulevés et plissés. Cette histoire géologique a formé un vaste plateau central, entouré de chaînes plus élevées, les Taurus et les Pontiques. Le tout est ponctué de volcans situés le long des principales failles, tel le mont Argée. Ces failles sont toujours actives, ce qui fait de l'Anatolie une terre sismique.

## Histoire de l'Anatolie

### Origine et Antiquité
L'Anatolie a vu s'épanouir plusieurs civilisations, dès la Préhistoire. Le Néolithique émerge dans les populations de chasseurs-cueilleurs locales de l'Anatolie centrale sans que l'on puisse démontrer une influence externe. Le Néolithique en Anatolie s'étend entre 9500 et 6000 av. J.C.
Présent en Anatolie centrale vers 8 300 av. J.C., le Néolithique se diffuse vers l'Ouest atteignant les côtes égéennes et le Nord-Ouest de l'Anatolie avant 6 600 av. J.C., puis de manière quasi synchrone continue vers l'Europe. Les études suggèrent que ces populations constituées de chasseurs-cueilleurs ont adopté des pratiques d'agriculture et d'élevage à côté de pratiques traditionnelles de chasse et de cueillette. Les premiers Anatoliens du Néolithique central appartenaient au même pool génétique que les premiers migrants néolithiques se propageant en Europe.
Environ 6 500 ans av. J.C., les populations d'Anatolie et du Caucase du Sud ont commencé à se mélanger génétiquement, résultant en un mélange distinct qui s'est progressivement propagé dans toute la région, du centre de l'Anatolie au sud du Caucase et aux montagnes de Zagros dans le nord de l'Iran d'aujourd'hui,.
Parmi les sites néolithiques on peut citer Aşıklı Höyük, Çatal Höyük, Çayönü, Körtik Tepe, Nevalı Çori, Hacılar, Göbekli Tepe et Mersin. L'occupation du site mythique de Troie, situé à l'ouest de l'Anatolie, débute aussi pendant le Néolithique.
Les plus anciens habitants identifiés de l'Anatolie et de l'Asie Mineure paraissent avoir été de langues pré-indo-européennes comme les Gasgas ou les Hourrites. À ces populations mal connues vinrent se joindre de bonne heure, du côté du Nord-Est ou du Nord-Ouest, des peuples de langue indo-européenne comme les Hatti, les Louvites, les Hittites, les Cimmériens ou les Phrygiens, et du côté du Sud-Est des peuples sémitiques tels les Phéniciens et les Syriens qui se mêlèrent à leurs devanciers. On discute l'appartenance des Cappadociens, des Ciliciens, des Pamphyles, des Pisides, des Paphlagones, des Solymes et des Milyens, les plus anciens habitants de la Lycie, qui de toute manière subirent les influences de leurs voisins, qu’ils ont eux-mêmes influencés. Parmi les civilisations et les peuples qui ont vécu plus tard en Anatolie, il convient de citer les Arméniens, les Grecs, les Perses, les Galates (peuple celte), les Romains (hellénisés et christianisés en Byzantins), et les Ottomans, sous le règne desquels la langue turque et l'islam finiront par devenir majoritaires. Ces peuples, d'origines ethniques et linguistiques très diverses, ont constitué le « mille-feuille historique » des Anatoliens, qui peuvent présenter aujourd'hui des apparences diverses, allant du blond le plus clair au brun fort cuivré, et qui, au fil des temps, ont parlé non seulement des langues indo-européennes et sémitiques, mais aussi caucasiennes comme le laze.
Certains auteurs ont proposé l'Anatolie comme foyer originel des langues indo-européennes (hittite et louvite) et source de la diffusion de celles-ci. Colin Renfrew reviendra sur cette hypothèse quelques années plus tard.
La plus notable des civilisations qui s'y développèrent fut celle des Hittites au IIe millénaire av. J.-C. Ce sont eux qui vont faire une découverte encore plus importante que le bronze, l'étain et le plomb : en chauffant certaines pierres rouges, ils vont découvrir le fer, qui à l'usage se révélera plus dur que le bronze, et va le remplacer pour la confection d'armes et d'outils. Fondateurs du premier grand État centralisé d'Asie Mineure, les Hittites se partagèrent pendant un temps avec les Égyptiens l'hégémonie du Proche-Orient. Durant quatre siècles, ils influencent la politique dans le monde méditerranéen. Spécialistes de l'art militaire, ces guerriers ont gravé dans la pierre la première langue indo-européenne. La porte royale de Hattusa, capitale hittite (1500 av. J.-C.), était formée de grands blocs de pierre cyclopéens. Cette ville fut détruite par des envahisseurs identifiés par les Égyptiens comme « les peuples de la mer », parmi lesquels on compte habituellement des populations de langue indo-européenne, dont les Lyciens et les Philistins.

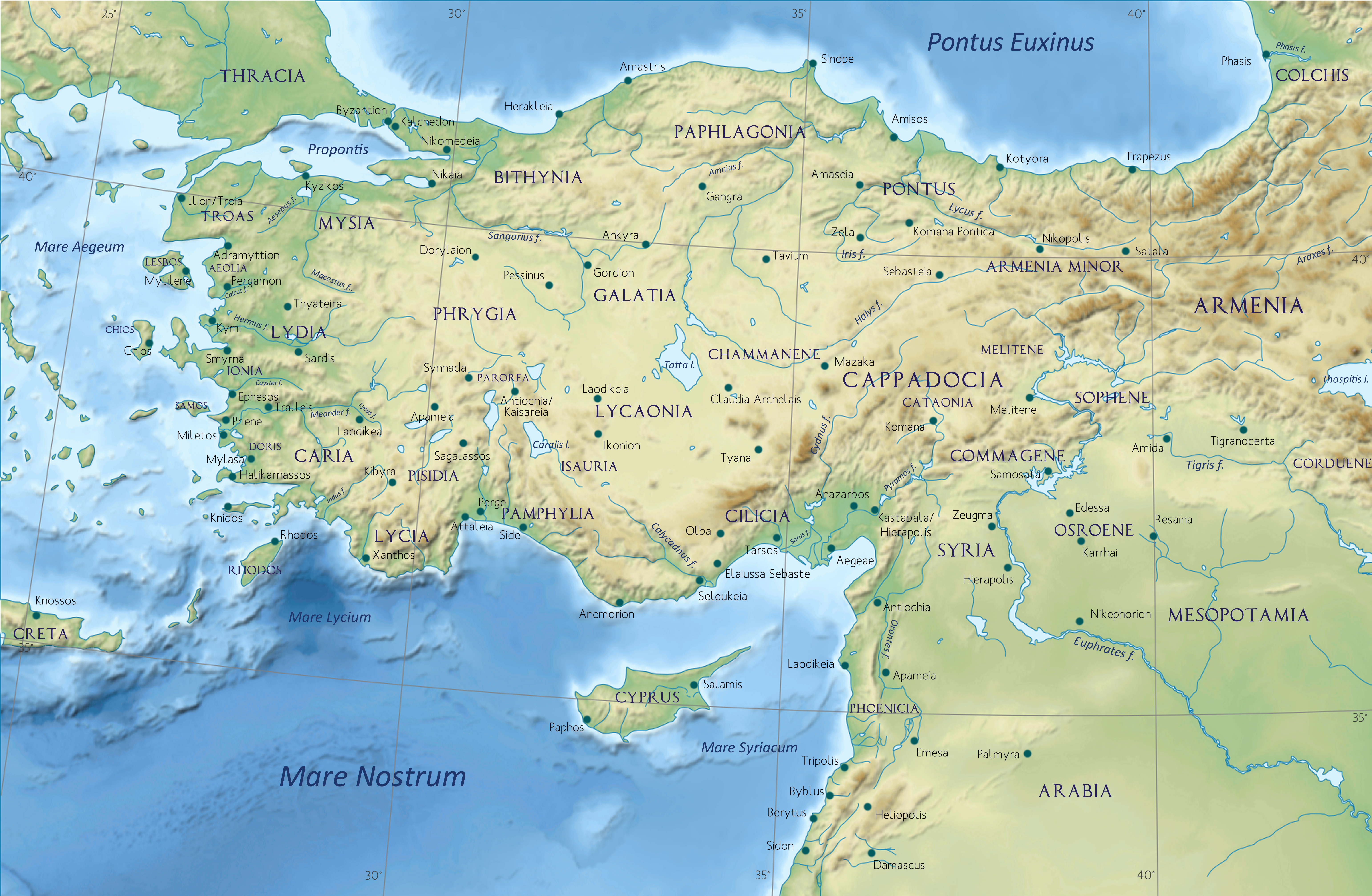
Régions et principales cités de l'Anatolie dans l'Antiquité classique.

L'Anatolie orientale a été aussi historiquement peuplée en grand nombre par les Arméniens : certains pensent que ceux-ci seraient d'origine thraco-phrygienne et se seraient déplacés vers le centre de l'Anatolie, puis se seraient rapprochés du Caucase (l'Arménie historique, dont l'actuelle république arménienne ne représente qu'un dixième du territoire, s'est étendue de la Cilicie à la Caspienne) à la charnière des VIIe – VIe siècles av. J.-C.
L'Anatolie occidentale a vu fleurir les civilisations de Troie du XVe au Xe siècle av. J.-C., de Lydie (du Xe au VIe siècle av. J.-C.), des colonies grecques qui s'étaient établies en Ionie, Éolide et Doride, et des royaumes en Bithynie, Paphlagonie, et dans les régions du Pont et de Cappadoce, qui, après avoir été longtemps indépendants, furent tous réunis à la Perse (-548).
Sous la domination perse, l'Asie Mineure forma parfois une seule satrapie et une sorte d'apanage, notamment sous Artaxerxès II (-404 à -401), qui la donna à son frère Cyrus le Jeune.
Conquise par Alexandre le Grand, elle échut après sa mort à Antigone le Borgne et, après la mort de ce dernier, passa aux Séleucides. L'autorité de ceux-ci déclinant, il s'y forma bientôt plusieurs royaumes hellénistiques indépendants : Pont, Cappadoce, Bithynie, Pergame, Galatie, Paphlagonie… Ces royaumes subsistèrent jusqu'à la conquête de l'Asie Mineure par les Romains (qui y pénétrèrent pour la première fois en l'an 189 avant notre ère et achevèrent leur conquête au Ier siècle de notre ère). L'Anatolie fut la partie de l'Empire romain la plus intensément christianisée, dès le IVe siècle. À cette même époque, lors du partage de l'Empire, elle se retrouva dans l'Empire byzantin, formant le diocèse d'Asie, et la plus grande partie des diocèses du Pont et d'Orient.

### Moyen Âge et époque moderne

Anatolie vers 842

Alors que les califes, au VIIe siècle, s'étaient emparés de l'Arménie et du sud-est de l'actuelle Turquie, les gréco-romains dits « byzantins » leur résistèrent en Anatolie ; plus tard, au XIe siècle, les Seldjoukides réussirent à s'y établir et y fondèrent le sultanat de Roum (« pays des Romains ») ou d'Ikonion (Konya), ne laissant aux empereurs byzantins que le tiers nord-ouest du pays. Après que la quatrième croisade se fut emparée de Constantinople en 1204, les Byzantins formèrent les deux empires de Nicée et de Trébizonde.
À la chute des Seldjoukides, dix petites principautés turques s'établirent à leur place : l'une d'elles, celle d'Ertogrul, est à l'origine de l'émirat d'Osman, qui s'établit sur les rives sud de la mer de Marmara, en face de Constantinople. Les descendants d'Osman prirent le nom d'Ottomans : ce fut le cas de l'émir Orhan, qui en 1332 prit pied en Europe, à Gallipoli. Enfin de 1381 à 1387, Mourad Ier, fils d'Orhan, soumit toute l'Asie Mineure, inaugurant ainsi l'Empire ottoman, qui dura jusqu'au traité de Sèvres en 1920. Au sein de celui-ci, les non-musulmans devaient payer un impôt supplémentaire, le Kharâj, et subir l'enlèvement des garçons pour le corps des janissaires : pour y échapper, la majorité de la population anatolienne passa progressivement à l'islam et à la langue turque.
L'établissement des musulmans en Anatolie attire des immigrants musulmans venant de tout le Moyen Orient, attirés, entre autres, par la pratique d'un islam réputé plus souple, moins orthodoxe, par les turcs (exemple: Djalâl ad-Dîn Rûmî (persan : جلال‌الدین)). On regroupe les populations musulmanes turques et non-turques sous l'appellation rūmi.
L’Empire ottoman était multiethnique (système des millets), mais durant la Première Guerre mondiale, le gouvernement Jeunes-Turcs ordonna de déporter et massacrer méthodiquement les deux tiers des Arméniens d'Anatolie et du haut-plateau arménien, soupçonnés de sympathie envers les Alliés, dans les déserts de Syrie et de Mésopotamie en 1915 et 1916, avec un bilan estimé de 1 200 000 morts : ce génocide est considéré en Europe comme le premier du XXe siècle. Selon les statistiques officielles du patriarcat œcuménique de Constantinople, 750 000 Grecs — principalement des côtes de la Propontide — furent également déportés, de 1913 à 1918, vers l'intérieur du pays dans des camps de travail forcé appelés Amele taburu : 250 000 personnes y meurent. Après une courte occupation par la Grèce de la région de Smyrne entre 1919 et 1922, la totalité de l'Asie Mineure est attribuée à la république de Turquie en 1923. La population considérée comme grecque et qui n'avait pas déjà émigré (ou péri) est alors expulsée (Grande Catastrophe), à l'exception d'environ 350 000 personnes de la région du Pont, qui passent à l'islam et adoptent progressivement la langue turque.

Les langues parlées en Anatolie en 1910.

La république de Turquie naît de ces convulsions, et de la crainte des Turcs, à la suite de la défaite en 1918 de l'Empire ottoman, d'être colonisés par les grandes puissances chrétiennes, qui se sont déjà partagé le Proche-Orient. Le statut de « sauveur de la nation » de Mustafa Kemal Pacha lui permet de promulguer la première constitution laïque d'un État musulman, accordant le droit de vote aux femmes, de romaniser l'écriture et de rendre l'instruction publique obligatoire.
Aujourd’hui 98 % des Anatoliens sont musulmans (si 20 % de la population alévite / kizilbas est considérée comme musulmane). Une grande partie d'entre eux parlent le turc ; une importante communauté kurde, majoritaire dans le sud-est de la région, près des frontières avec l’Iran et l’Irak, parle le kurde.

## L'Asie Mineure
Sous l'Antiquité romaine, le nom d'Asie Mineure était donné à la partie occidentale de l'Anatolie, mais par la suite et par extension il a désigné, surtout en grec et dans les textes traduits du grec, tout le bloc anatolien, dont le rivage occidental était occupé par des colonies grecques : Éoliens au nord, Ioniens au centre (Lydie) et Doriens au sud. Ces colons y avaient fondé des villes qui se distinguaient par la richesse, la puissance et en matière de civilisation, et concurrençaient celles de la Grèce continentale, et devinrent elles-mêmes métropoles d'autres colonies autour de la Mer Méditerranée et de la mer Noire elles étaient Éphèse, Phocée (métropole de Massalia), Milet, Smyrne, Halicarnasse, Lampsaque et Cnide. Sur cette côte occidentale, l'hellénisme s'est maintenu jusqu'en 1923 et n'a été éradiqué qu'à la suite d'une guerre moderne.
Les autres villes importantes étaient :
- dans la Mysie et la Bithynie : Troie, Pergame, Cyzique, Pruse, Amasie, Sinope, Nicée, Nicomédie, Chalcédoine ;
- dans la Phrygie : Ancyre, Apamée, Hiérapolis et Laodicée ;
- dans la Cappadoce : Césarée, Sébaste ;
- dans les provinces du sud : Stratonicée, Telmessos, Tarse, Pergé et Séleucie.

Les îles principales qui en dépendaient sont celles de Lesbos, Chios, Kos, Samos, Rhodes, sur la côte occidentale, Chypre au sud, et on notera que sur la côte sud de la Turquie, certains sites archéologiques ne sont accessibles que par la mer (notamment la crique de Kekova).
L'Asie Mineure a été décrite par Strabon (58 av. J.-C.-vers 21-25 ap. J.-C.) dans les livres XI à XIV de sa Géographie : voir liste des noms latins des villes d'Anatolie.

## Langage écrit
Si la Mésopotamie fut le berceau de l'écriture, les civilisations anatoliennes jouèrent un rôle déterminant dans l'évolution du langage écrit. Ce fut d'abord le long règne du cunéiforme, de style assyrien (signes gravés, de la forme d'un coin), puis s'imposèrent un temps les hiéroglyphes, signes figuratifs ou idéographiques. Les Hittites maîtrisèrent ces deux modes de graphisme. Mais l'alphabet grec fut très tôt adopté dans les royaumes de l'Asie Mineure antique. Il servira aussi à noter les premiers textes en langue turque, puis l'Empire ottoman utilisa l'alphabet arabe pour écrire le turc. À la révolution turque, dans une volonté de modernité, il fut décidé d'utiliser l'alphabet latin, permettant d'établir une transcription totalement phonétique.